# Nikolai Krupensky (politician)
Nikolai Krupensky (în rusă Николай Дмитриевич Крупенский; n. 10 august 1878 – d. 1945, RSS Moldovenească, URSS) a fost un latifundiar, persoană publică și politician țarist, deputat în Duma de Stat al celei de-a IV-a convocări din partea Basarabiei.  

## Biografie
Provenea din vechea familie nobiliară basarabeană Krupensky. După ce a absolvit Liceul Aleksandrovski din Sankt Petersburg în 1898, a fost repartizat în biroul Comitetului de Miniștri (mai târziu Consiliul de Miniștri). Din ianuarie 1909 până în aprilie 1910 a slujit ca ofițer-superior pentru sarcini speciale pe lângă guvernatorul Basarabiei, Ivan Kankrin. Ulterior, a urcat la rangul de consilier colegial (1909).
De asemenea, a fost ocupat în agricultură în Basarabia, deținând cca. 7.700 de zeciuieli de teren în ținutul Bender. A fost ales magistrat de onoare al județelor Bălți și Bender.
În 1912 a fost ales membru al Dumei de Stat din partea guberniei Basarabia. În cadrul acesteia a fost membru al fracțiunii centrului, a fost secretarul acesteia. Ulterior, membru al Blocului Progresist. A fost secretar al comisiei pentru elaborarea unui proiect de lege a presei, vicepreședinte al comisiei de anchetă și, de asemenea, membru al comisiilor de: învățământ public, administrație locală, bibliotecă, buget, pentru direcția ipotezelor legislative, financiare, pentru executarea listei de venituri și cheltuieli de stat, anchete, editoriale, afaceri orășenești, reforme judiciare.
În timpul Primului Război Mondial, a fost membru al Organizației nobiliare de Asistență a Soldaților bolnavi și răniți, conducător al trenului spitalicesc militar Nr. 167 al acestei organizații. A fost și comisar special al Societății de Cruce Roșie Rusă.
După Revoluția din Februarie, a fost membru al comisiei Comitetului Provizoriu al Dumei de Stat pentru analizarea cazurilor militarilor deținuți și a oficialilor civili superiori arestați. La 5 august 1917, la o reuniune a Comitetului, a fost numit membru-adjunct în Comisia specială pentru grațiere sau atenuare a soartei persoanelor condamnate de instanțele militare și navale.
După Revoluția din octombrie s-a aflat în exil. În 1936 și-a scris memoriile (nepublicate). A murit în 1945 în RSS Moldovenească.